# 1-я Серболужицкая культурная бригада
1-я Серболужицкая культурная бригада (в.-луж. 1. serbska kulturna brigada) — наименование серболужицкой молодёжной музыкальной культурно-общественной организации, которая действует в городе Будишин, Германия.

## История
1-я Серболужицкая культурная бригада была основана 25 января 1949 года в качестве молодёжной инициативы в рамках общественного движения «Гимназическая школа серболужицкого народа». Целью движения было развитие, сохранение народного лужицкого хорового и музыкального искусства, а также издание музыкальной литературы и организация новых молодёжных оркестров, городских и сельских хоров. На первом этапе своего развития организация объединила около 90 молодых людей от 15 до 20 лет, которые стали основой нового зарождающегося хорового движения. Начиная с 1953 года 1-я Серболужицкая культурная бригада c целью распространения хорового и музыкального искусства среди лужицкой молодёжи принимала участие в молодёжных лагерях «Схадзованка». Среди репертуара 1-й Серболужицкой бригады были народные лужицкие песни, немецкие классические и современные музыкальные произведения. В 1972 году организация была удостоена премии имени Якуба Чишинского.
В настоящее время организация участвует в различных музыкальных мероприятиях в Лужице. В 2008 году во время празднования 60-летия организации была представлена хоровая программа «Łužiskoserbska bjesada» на музыку серболужицкого композитора Бярната Крауца и композицию Рахманинова «Всенощное бдение» в будишинской церкви святого Николая. Каждые четыре года организация совершает турне по различным странам Европы.
В настоящее время (2017 год) организация регулярно выступает в Сербской гимназии Будишина.

## Награды
- Премия имени Якуба Чишинского (1972)
- Премия Домовины (1997[2])